# Chrást (district de Nymburk)
Pour les articles homonymes, voir Chrást.
Chrást (jusqu'en 1946 : Manderšejd-Chrást ; en allemand : Manderscheid-Chrast) est une commune du district de Nymburk, dans la région de Bohême-Centrale, en République tchèque. Sa population s'élevait à 538 habitants en 2020.

## Géographie
Chrást se trouve à 6 km au nord-nord-est de Český Brod, à 13 km au sud-ouest de Nymburk et à 34 km à l'est-nord-est de Prague.
La commune est limitée par Velenka au nord, par Hradištko à l'est, par Poříčany au sud-est, par Klučov au sud, et par Kounice à l'ouest.

## Histoire
La première mention écrite de la localité date de 1345.